# هورهونو
هورهونو (به لاتین: Horonu) یک منطقه مسکونی در جمهوری آذربایجان است که در شهرستان یاردیملی واقع شده است. هورهونو ۵۱۹ نفر جمعیت دارد.

## ریشه واژه
هور در زبان تالشی به‌معنی تک و واحد است و هونی یا هونو به‌معنی چشمه است و معنای کلی آن به‌صورت یک چشمه است.